# Rhabdomys pumilio
Espèce
Statut de conservation UICN

 LC  : Préoccupation mineure
Rhabdomys pumilio est une espèce de rongeur de la sous-famille des Murinés. L'espèce est localisée en Afrique (du Mali à l'Afrique du Sud).